# Eva Hadashi
Eva Hadashi (nome real Yevgeniya Suda; 7 de agosto de 1975, Kiev, Ucrânia) é uma académica ucraniana, doutora em filosofia (em musicologia), mestre em filologia, japanóloga, musicóloga, escritora, cantora, personalidade da TV e do rádio.

## Mundo do espetáculo
Para o seu romance de estreia, ela gravou e lançou ilustrações musicais - CD Western Geisha (2016). Em seguida, ela lançou os CDs Nice to Meet You (2018) e West and East (2019) - eles consistiam nas suas canções originais em japonês. Em 2019 ela alcançou a final no Grand Prix: Anime Song Contest (Osaka, Japão) com sua música original em japonês I Love You Very Much.
Em 2016 ela tornou-se numa das finalistas do Concurso de Crossover Clássico (Tóquio, Japão) interpretando Amaizing Grace e Love Theme do filme Cinema Paradiso. Em 2018 participou no concurso de beleza Miss June Bride (Osaka, Japão) e foi vencedora na categoria meia-idade - Bimajo. No mesmo ano (2018), apareceu como cantora na longa-metragem Steel Angie dirigido por Toshinari Yonishi, depois como estrangeira no longa-metragem Come and Go (2019) dirigido por Lim Kah Wai. O filme Come and Go estreou no Festival Internacional de Cinema de Tóquio em 2020.